# Pedro Suárez
Pedro Bonifacio Suárez Pérez, meglio conosciuto come Arico Suárez (Santa Brígida, 5 giugno 1908 – Buenos Aires, 18 aprile 1979), è stato un calciatore argentino, di origine spagnola, di ruolo centrocampista.
È stato il  primo calciatore di origine spagnola a disputare la fase finale di un Campionato mondiale di calcio.